# Flagi gmin w województwie śląskim
Flagi gmin w województwie śląskim – lista symboli gminnych w postaci flagi, obowiązujących w województwie śląskim.

Flaga województwa śląskiego

Zgodnie z definicją, flaga to płat tkaniny określonego kształtu, barwy i znaczenia, przymocowywany do drzewca lub masztu. Może on również zawierać herb lub godło danej jednostki administracyjnej. W Polsce jednostki terytorialne (rady gmin, miast i powiatów) mogą ustanawiać flagi zgodnie z „Ustawą z dnia 21 grudnia 1978 o odznakach i mundurach”.  W pierwotnej wersji pozwalała ona jednostkom terytorialnym jedynie na ustanawianie herbów. Mimo to wiele miast i gmin podejmowało uchwały i używało flagi jako swojego symbolu (w województwie śląskim było to kilkanaście gmin, część z nich używała flagi przed 1945). Dopiero „Ustawa z dnia 29 grudnia 1998 o zmianie niektórych ustaw w związku z wdrożeniem reformy ustrojowej państwa” oficjalnie potwierdziła prawo województw, powiatów i gmin do ustanawiania tego symbolu jednostki terytorialnej.
W 2025 w województwie śląskim swoją flagę miały 104 ze 167 gmin (Tychy używają nieoficjalnej flagi). Symbol ten, od 2001, ma również ustanowione samo województwo.

## Lista obowiązujących flag gminnych

### Powiat będziński
| Gmina            | Wzór | Opis |
| ---------------- | ---- | --- |
| Miasto Będzin    |      | Flaga miasta to prostokątny płat tkaniny podzielony na trzy pionowe części: skrajne (pierwsza i trzecia) są koloru czerwonego, każda z nich stanowi po 1/4 długości flagi, część centralna jest koloru białego (centralna część odcinka wynosi 2/4 długości flagi). Na jej tle znajduje się herb miasta. |
| Miasto Czeladź   |      | Flaga miasta została ustanowiona uchwałą nr XXVIII/283/2007 z 29 listopada 2007. Jest to prostokątny płat tkaniny o proporcjach 5:8, podzielony na trzy pionowe pasy (proporcje 1:2:1) – dwa niebieskie i biały. W jej centralnej części umieszczono herb miasta.                                        |
| Gmina Mierzęcice |      | Flaga gminy została ustanowiona uchwałą nr XXXVI/197/2001 z 29 października 2001. Jest to prostokątny płat tkaniny o proporcjach 5:8, podzielony na dwa poziome pasy równej szerokości – czerwony i niebieski. W lewym górnym rogu umieszczono gryfa w kolorze białym, a przed nim złoty kłos zboża.     |
| Gmina Psary      |      | Flaga gminy to prostokątny płat tkaniny o proporcjach 5:8, podzielony na trzy kliny – górny koloru żółtego, środkowy koloru białego i dolny koloru niebieskiego. Z lewej strony środkowej części znajduje się herb gminy.                                                                                |
| Miasto Sławków   |      | Flaga gminy to prostokątny płat tkaniny koloru czerwonego, pośrodku którego znajduje się godło z herbu miasta. |
| Miasto Wojkowice |      | Flaga miasta została potwierdzona uchwałą nr XLII/372/2013 z 30 września 2013, choć obowiązywała już wcześniej (jest wspomniana w statucie gminy z 2008). Jest to prostokątny płat tkaniny o proporcjach 2:3 oraz barwach miasta w formie takiej, jak na herbie.                                         |

### Powiat bielski
| Gmina                               | Wzór | Opis |
| ----------------------------------- | ---- | --- |
| Miasto i gmina Czechowice-Dziedzice |      | Flaga gminy została ustanowiona uchwałą nr XXXVIII/316/01 z 21 czerwca 2001. Jest to prostokątny płat tkaniny barwy błękitnej o proporcjach 5:8, z umieszczonym centralnie wizerunkiem herbowym: półorłem górnośląskim oraz postacią św. Andrzeja Boboli, patrona miasta. W podstawie flagi znajduje się czarny pas, symbolizujący pamięć ofiar pożaru rafinerii w 1971 oraz dwóch katastrof górniczych: z 1974 i 1979, gdzie zginęło łącznie 98 osób. |
| Gmina Jaworze                       |      | Flaga miasta została ustanowiona uchwałą nr VIII/71/07 z 14 czerwca 2007. Jej autorem jest Rafał Bogusławski. Jest to prostokątny płat tkaniny o proporcjach 5:8 koloru złotego. W jej centralnej części umieszczono herb gminy. |
| Gmina Kozy                          |      | Flaga gminy została ustanowiona uchwałą nr XV/111/04 z 29 kwietnia 2004. Jest to prostokątny płat tkaniny o proporcjach 5:8, podzielony na cztery pola w kolorach: białym i czerwonym. W lewym górnym rogu umieszczono dwie kozie głowy, pochodzące z herbu gminy. |

### Miasto Bielsko-Biała
| Wzór | Opis |
| ---- | --- |
|      | Flaga miasta została ustanowiona uchwałą nr XXXVII/1191/2004 z 7 grudnia 2004. Jest to prostokątny płat tkaniny o proporcjach 5:8, ma barwy żółto-biało-czerwone i złożona jest z trzech poziomych pasów równej szerokości. Flaga honorowa Bielska-Białej ma odmienne proporcje pasów o identycznych barwach jak we fladze zwykłej: pas górny żółty i dolny czerwony zajmują po 1/5 wysokości płata flagowego, pas środkowy biały – 3/5 jego wysokości. W wersji honorowej pośrodku płata w polu białym umieszczono herb Bielska-Białej, którego wysokość tarcz równa jest połowie wysokości flagi. |

### Powiat bieruńsko-lędziński
| Gmina          | Wzór | Opis |
| -------------- | ---- | --- |
| Miasto Imielin |      | Flaga miasta została ustanowiona uchwałą nr XXI/116/96 z 30 października 1996. Jest to prostokątny płat tkaniny o proporcjach 5:8, podzielony na cztery poziome pasy o różnych szerokościach – srebrny, zielony, złoty i błękitny. W jego centralnej części znajduje się herb miasta. |

### Miasto Bytom
| Wzór | Opis |
| ---- | --- |
|      | Flaga miasta została ustanowiona uchwałą nr XXII/400/00 z 11 września 2000. Jest to prostokątny płat tkaniny o proporcjach 5:8, podzielony na pięć kolorowych, poziomych pasów ułożonych w następującej kolejności: żółty - 1/8 całości, niebieski - 1/8 całości, żółty - 4/8 całości, niebieski - 1/8 całości, żółty - 1/8 całości. W jego centralnej części umieszczono herb miasta. |

### Miasto Chorzów
| Wzór | Opis |
| ---- | --- |
|      | Flaga miasta została ustanowiona 22 czerwca 1938. Jest to prostokątny płat tkaniny podzielony na dwa poziome, równoległe pasy tej samej szerokości, górny jest koloru niebieskiego, a dolny koloru czerwonego. Dopuszcza się stosowanie flagi miasta z umieszczonym herbem miasta pośrodku dwóch połączonych ze sobą pasów. |

### Powiat cieszyński
| Gmina                  | Wzór | Opis |
| ---------------------- | ---- | --- |
| Miasto Cieszyn         |      | Flaga miasta, opracowana na bazie barw heraldycznych herbu Cieszyna, została ustanowiona 20 kwietnia 1995, choć używana była już w 1833. Jest to prostokątny płat tkaniny, podzielony na trzy poziome pasy jednakowej szerokości w kolorach czerwonym, błękitnym i żółtym.   |
| Gmina Dębowiec         |      | Flaga miasta została ustanowiona w kwietniu 1998. Jest to prostokątny płat tkaniny koloru niebieskiego, z żółtym klinem. W centralnej części klina umieszczono godło pochodzące z herbu gminy.                                                                               |
| Miasto i gmina Skoczów |      | Flaga gminy to prostokątny płat tkaniny, podzielony na trzy pasy: dwa mniejsze złote i większy niebieski. W jej centralnej części umieszczono herb gminy. |
| Miasto Ustroń          |      | Flaga miasta została ustanowiona uchwałą nr XXXII/364/2009 z 29 kwietnia 2009. Jest to prostokątny płat tkaniny o proporcjach 5:8, podzielony na trzy pasy: niebieski, złoty i zielony o różnym stosunku. W lewym górnym rogu umieszczono słońce, pochodzące z herbu miasta. |

### Miasto Częstochowa
| Wzór | Opis |
| ---- | --- |
|      | Flaga miasta została ustanowiona uchwałą nr 249/XXIX/92 z 25 czerwca 1992. Jest to prostokątny płat tkaniny o proporcjach 5:8, podzielony na trzy pasy poziome (biały/srebrny, złoty/żółty i błękitny). Pasy górny i dolny są tej samej wysokości, środkowy zaś wysokości 1/9 pozostałych pasów. |

### Powiat częstochowski
| Gmina                     | Wzór | Opis |
| ------------------------- | ---- | --- |
| Miasto i gmina Blachownia |      | Flaga gminy została ustanowiona uchwałą nr 144/XXIII/2000 z 8 grudnia 2000. Jest to prostokątny płat tkaniny o proporcjach 5:8, podzielony na dwa równe poziome pasy: biały i niebieski, z dodanym od strony drzewca zielonym trójkątem. |
| Gmina Dąbrowa Zielona     |      | Flaga gminy, autorstwa Kamila Wójcikowskiego i Roberta Fidury, została ustanowiona uchwałą nr LIII/305/2014 z 12 października 2014. Jest to prostokątny płat tkaniny o proporcjach 5:8, podzielony poziomo na pasy: zielony (8/12 wysokości płata), następnie biały, zielony, złoty i zielony równej szerokości. W lewym górnym rogu umieszczono, wysokie na 6/12 wysokości płata, godło pochodzące z herbu gminy. |
| Gmina Kłomnice            |      | Flaga gminy została ustanowiona uchwałą nr 147/XVI/04 z 29 czerwca 2004. Jest to prostokątny płat tkaniny o proporcjach 5:8 koloru zielonego, na którym przedstawiono okszę (biały topór z żółtym toporzyskiem), a po jego prawej stronie białą rzekę meandrującą w poprzek płata. Są to symbole pochodzące z herbu gminy.                                                                                         |
| Miasto i gmina Koniecpol  |      | Flaga gminy została ustanowiona uchwałą nr VI\42\11 z 27 kwietnia 2011. Jest to prostokątny płat tkaniny o proporcjach 5:8, w którego lewej części znajduje się, zajmujący 1/3 powierzchni, czerwony pas z godłem herbu Koniecpola. Pozostała część flagi podzielona jest na siedem równych poziomych pasów w układzie biały-czerwony-biały-...-biały.                                                             |
| Gmina Kruszyna            |      | Flaga gminy została ustanowiona uchwałą nr XXX/207/10 z 12 listopada 2010. Jest to prostokątny płat tkaniny o proporcjach 5:8 koloru zielonego. W jego centralnej części umieszczono herb gminy. |
| Gmina Mykanów             |      | Flaga gminy to prostokątny płat tkaniny podzielony na trzy równe poziome pasy – biały, czerwony i żółty. |
| Miasto i gmina Olsztyn    |      | Flaga gminy została ustanowiona uchwałą nr XXXV/273/09 z 29 grudnia 2009. Jest to prostokątny płat tkaniny, podzielony na cztery ćwiartki: dwie żółte i dwie czerwone z godłami pochodzącymi z herbu gminy. |
| Gmina Poczesna            |      | Flaga gminy to prostokątny płat tkaniny koloru czerwonego, na którym znajduje się piec kuźniczy koloru białego, podkowa i dwa skrzyżowane młotki, pochodzące z herbu gminy. |
| Miasto i gmina Przyrów    |      | Flaga gminy została ustanowiona uchwałą nr L/311/2024 z 31 stycznia 2024. Jest to prostokątny płat tkaniny o proporcjach 5:8 koloru białego, z którego lewej strony płata umieszczono godło z herbu gminy, a czerwony pas umieszczono na całej długości flagi. |
| Gmina Rędziny             |      | Flaga gminy to prostokątny płat tkaniny, podzielony na trzy pionowe pasy, z których środkowy jest najszerszy. W jego centralnej części umieszczono symbol z herbu gminy – orzeł czerwony bez głowy z gwiazdą złotą sześciopromienną. |
| Gmina Starcza             |      | Flaga gminy, autorstwa Kamila Wójcikowskiego i Roberta Fidury, została ustanowiona uchwałą nr 286.XLV.2023 z 20 marca 2023. Jest to prostokątny płat tkaniny o proporcjach 5:8 koloru błękitnego, w którego centralnej części umieszczono godło z herbu gminy. |

### Miasto Dąbrowa Górnicza
| Wzór | Opis |
| ---- | --- |
|      | Flaga miasta została ustanowiona uchwałą nr XXX/372/96 z 25 września 1996. Jest to prostokątny płat tkaniny, podzielony na cztery pasy: biały, zielony, czarny i czerwony, nawiązujące do związków miasta z Polską i górnictwem. |

### Miasto Gliwice
| Wzór | Opis |
| ---- | --- |
|      | Flaga miasta została ustanowiona uchwałą nr XXIX/392/96 z 14 listopada 1996. Jest to prostokątny płat tkaniny, podzielony na dwie części: błękitną i czerwoną. W jej centralnej części może być umieszczony herb miasta. |

### Powiat gliwicki
| Gmina                      | Wzór | Opis |
| -------------------------- | ---- | --- |
| Gmina Gierałtowice         |      | Flaga gminy została ustanowiona uchwałą nr XXXIII/197/05 z 28 kwietnia 2005. Jest to prostokątny płat tkaniny o proporcjach 5:8, podzielony na trzy poziome pasy (biały, niebieski i żółty) w stosunku 1:3:1. W lewej części środkowego pasa umieszczono herb gminy. |
| Miasto Knurów              |      | Pierwszy projekt flagi został ustanowiony 30 maja 1995. Był to prostokątny płat tkaniny dwustrefowy (według proporcji 5:8) składający się z dwóch równoległych pasów jednakowej szerokości o barwach biało-czerwonych przedzielających kolorem zielono-czarny (w słup), płat o barwie żółto-niebieskiej. Obecnie (od 17 października 2018) jest to prostokątny płat tkaniny o proporcjach 5:8, podzielony na cztery równe, poziome pasy w kolorach: białym, czerwonym, żółtym i błękitnym. |
| Gmina Pilchowice           |      | Flaga gminy została ustanowiona uchwałą nr XLII/355/13 z 20 czerwca 2013. Jest to prostokątny płat tkaniny o proporcjach 5:8 koloru białego. W jego lewej części umieszczono godło z herbu gminy. |
| Miasto Pyskowice           |      | Flaga miasta została ustanowiona uchwałą nr XXIV/194/08 z 25 czerwca 2008. Jest to prostokątny płat tkaniny o proporcjach 5:6 koloru czerwonego, w którego centralnej części umieszczono godło z herbu miasta. |
| Gmina Rudziniec            |      | Flaga gminy została ustanowiona uchwałą nr XXVIII/346/09 z 24 lutego 2009. Jest to prostokątny płat tkaniny o proporcjach 5:8, podzielony na trzy poziome pasy (zielony, biały i błękitny) w stosunku 1:3:1. W jego centralnej części umieszczono herb gminy. |
| Miasto i gmina Sośnicowice |      | Flaga gminy to prostokątny płat tkaniny o proporcjach 5:8, podzielony na dwie równe poziome części – żółtą i niebieską. W jego centralnej części umieszczono herb gminy. |
| Gmina Wielowieś            |      | Flaga gminy została ustanowiona uchwałą nr XXVIII/281/2013 z 14 listopada 2013. Jest to prostokątny płat tkaniny o proporcjach 5:8, podzielony na trzy poziome części: białą, niebieską z godłem z herbu gminy i żółtą w stosunku 3:14:3. |

### Miasto Jastrzębie-Zdrój
| Wzór | Opis |
| ---- | --- |
|      | Flaga miasta została ustanowiona uchwałą nr XLIV/766/98 z 31 marca 1998. Jest to prostokątny płat tkaniny, podzielony na trzy skośne pasy kolorów: zielonego, czarnego i białego. Każdy kolor posiada określoną symbolikę: czerń - węgiel kamienny, zieleń - lasy, a biel - solankę i dawną świetność uzdrowiska. Na środkowym pasie znajduje się herb miasta. |

### Miasto Jaworzno
| Wzór | Opis |
| ---- | --- |
|      | Flaga miasta została ustanowiona 19 grudnia 1991. Jest to prostokątny płat tkaniny o proporcjach 5:8, podzielony na dwa równe, poziome pasy: górny biały, dolny zielony, pochodzące z herbu miasta. |

### Miasto Katowice
| Wzór | Opis |
| ---- | --- |
|      | Flaga miasta została ustanowiona 10 kwietnia 1996. Jest to prostokątny płat tkaniny podzielony na dwa poziome pasy: górny żółty, dolny niebieski. W jego centralnej części umieszczono herb miasta. |

### Powiat kłobucki
| Gmina                  | Wzór | Opis |
| ---------------------- | ---- | --- |
| Miasto i gmina Kłobuck |      | Flaga gminy została ustanowiona uchwałą nr 510/LI/2010 z 9 listopada 2010. Jest to prostokątny płat tkaniny o proporcjach 5:8, podzielony na trzy trójkąty: od góry i od dołu dwa trójkąty prostokątne koloru błękitnego, pośrodku pomiędzy nimi trójkąt równoramienny koloru białego. Na środkowym trójkącie po lewej stronie znajduje się herb Kłobucka. |
| Gmina Lipie            |      | Flaga gminy została ustanowiona uchwałą nr XXIV/173/2012 z 11 marca 2012. Jest to prostokątny płat tkaniny o proporcjach 5:8, podzielony na trzy poziome pasy: czerwony, biały i czerwony w stosunku 3:1:1. W górnej części umieszczono godło pochodzące z herbu gminy.                                                                                    |
| Gmina Miedźno          |      | Flaga gminy została ustanowiona uchwałą nr 341/XLII/2006 z 6 października 2006. Jest to prostokątny płat tkaniny o proporcjach 5:8, podzielony na trzy poziome pasy: czerwony i dwa białe w stosunku 1:2:1. W jego centralnej części umieszczono herb gminy.                                                                                               |
| Gmina Opatów           |      | Flaga gminy została ustanowiona uchwałą nr 171/XXXVIII/2006 z 30 czerwca 2006. Jest to prostokątny płat tkaniny o proporcjach 5:8, podzielony na trzy poziome pasy różnej szerokości: biały, czerwony i żółty. W jego lewym górnym rogu umieszczono herb gminy.                                                                                            |
| Gmina Panki            |      | Flaga gminy została ustanowiona uchwałą nr XXXIV/261/10 z 10 listopada 2010. Jest to prostokątny płat tkaniny o proporcjach 5:8, podzielony na trzy poziome pasy: żółty, błękitny i żółty w stosunku 4:1:1. W górnej części umieszczono godło pochodzące z herbu gminy.                                                                                    |
| Gmina Popów            |      | Flaga gminy została ustanowiona uchwałą nr 190/XXIV/2013 z 26 maja 2013. Jest to prostokątny płat tkaniny o proporcjach 5:8 koloru żółtego. W jego centralnej części umieszczono godło z herbu gminy. |
| Gmina Wręczyca Wielka  |      | Flaga gminy to prostokątny płat tkaniny, podzielony na trzy poziome pasy: biały, niebieski i zielony. W jego centralnej części umieszczono herb gminy. |

### Powiat lubliniecki
| Gmina             | Wzór | Opis |
| ----------------- | ---- | --- |
| Gmina Ciasna      |      | Flaga gminy to prostokątny płat tkaniny, podzielony na trzy poziome pasy: dwa żółte i szerszy błękitny. |
| Gmina Herby       |      | Flaga gminy została ustanowiona uchwałą nr X/66/99 z 25 sierpnia 1999. Jest to prostokątny płat tkaniny, podzielony na dwa pasy różnej szerokości (2/3 i 1/3): biały i czerwony. W jego centralnej części umieszczono godło z herbu gminy.                      |
| Gmina Kochanowice |      | Flaga gminy to prostokątny płat tkaniny, podzielony na trzy poziome pasy: zielony, żółty i niebieski. |
| Gmina Koszęcin    |      | Flaga gminy została ustanowiona uchwałą nr 397/XLI/2009 z 20 sierpnia 2009. Jest to prostokątny płat tkaniny o proporcjach 5:8 koloru błękitnego, w którego centralnej części umieszczono godło z herbu gminy.                                                  |
| Miasto Lubliniec  |      | Flaga miasta została ustanowiona uchwałą nr 193/XIX/2016 z 25 lutego 2016. Jest to prostokątny płat tkaniny o proporcjach 5:8 podzielony na trzy poziome pasy: niebieski, żółty i niebieski w stosunku 1:3:1. W jego centralnej części umieszczono herb miasta. |
| Gmina Pawonków    |      | Flaga gminy została ustanowiona uchwałą nr XXIV/170/2013 z 15 marca 2013. Jest to prostokątny płat tkaniny o proporcjach 5:8 koloru żółtego. W jego centralnej części umieszczono godło z herbu gminy.                                                          |

### Powiat mikołowski
| Gmina                | Wzór | Opis |
| -------------------- | ---- | --- |
| Miasto Łaziska Górne |      | Obecna forma flagi została ustanowiona uchwałą nr XIII/121/11 z 25 października 2011. Jest to prostokątny żółty płat tkaniny o proporcjach 5:8, z dwoma poziomymi pasami błękitnymi (każdy szerokości dziesiątej części szerokości flagi) znajdującymi się na zewnętrznej, górnej i dolnej, części flagi. W środku, w żółtym pasie herb Łazisk Górnych.                                         |
| Gmina Ornontowice    |      | Obecna forma flagi gminy została ustanowiona uchwałą nr VIII/76/11 z 25 maja 2011, poprzednia wersja została ustanowiona uchwałą nr XL/227/2001 z 24 maja 2001. Jest to prostokątny płat tkaniny o proporcjach 5:8, podzielony w lewo skos. W górze flagi kolor biały, w dole kolor błękitny. Kolory te nawiązują do herbu gminy Ornontowice, który został umieszczony w górnej, białej części. |
| Gmina Wyry           |      | Flaga gminy została ustanowiona uchwałą nr XXXIX/205/97 z 26 listopada 1997. Jest to prostokątny płat tkaniny o proporcjach 5:8, podzielony na dwie równe poziome części w kolorach: złotym i błękitnym, rozdzielonych czarnym pasem. W jego centralnej części może znajdować się herb gminy.                                                                                                   |

### Miasto Mysłowice
| Wzór | Opis |
| ---- | --- |
|      | Flaga miasta to prostokątny płat żółtej tkaniny, pośrodku którego znajduje się herb miasta z wizerunkiem św. Jana Chrzciciela. |

### Powiat myszkowski
| Gmina          | Wzór | Opis |
| -------------- | ---- | --- |
| Miasto Myszków |      | Flaga miasta to prostokątny płat tkaniny koloru białego z żółto-czarnym poziomym paskiem i niebieską linią falującą, na której umieszczony jest herb miasta. |
| Gmina Niegowa  |      | Flaga gminy została ustanowiona uchwałą nr 159/XXI/2012 z 21 sierpnia 2012. Jest to prostokątny płat tkaniny o proporcjach 5:8, podzielony na cztery poziome pasy: biały, niebieski, żółty i biały o różnych szerokościach. W jego centralnej części umieszczono herb gminy. |

### Miasto Piekary Śląskie
| Wzór | Opis |
| ---- | --- |
|      | Flaga miasta została potwierdzona uchwałą nr XL/380/05 z 30 czerwca 2005. Jest to prostokątny płat tkaniny o proporcjach 5:8, podzielony na trzy poziome pasy: błękitny, złoty (żółty) i błękitny w stosunku 1:2:1. |

### Powiat pszczyński
| Gmina                   | Wzór | Opis |
| ----------------------- | ---- | --- |
| Gmina Miedźna           |      | Flaga gminy została ustanowiona uchwałą nr XIX/148/2004 z 13 kwietnia 2004. Jest to prostokątny płat tkaniny o proporcjach 5:8, podzielony na trzy pionowe pasy: złoty, srebrny i błękitny w stosunku 1:3:1. W jego centralnej części umieszczono godło z herbu gminy.                      |
| Gmina Pawłowice         |      | Flaga gminy została ustanowiona uchwałą nr XLI/288/98 z 19 maja 1998. Jest to prostokątny płat tkaniny o proporcjach 5:8 koloru błękitnego, w którego centralnej części umieszczono godło z herbu gminy.                                                                                    |
| Miasto i gmina Pszczyna |      | Obecna wersja flagi gminy została ustanowiona uchwałą nr XIII/189/19 z 22 października 2019. Jest to prostokątny płat tkaniny o proporcjach 5:8, podzielony na trzy poziome pasy: żółty, błękitny i żółty w stosunku 1:4:1. Z lewej strony środkowego pasa umieszczono godło z herbu gminy. |
| Gmina Suszec            |      | Flaga gminy została ustanowiona uchwałą nr XXIII/186/2020 z 13 sierpnia 2020. Jest to prostokątny płat tkaniny o proporcjach 5:8, podzielony na trzy pionowe pasy: niebieski, biały i niebieski w stosunku 1:3:4. W jego środkowej części umieszczono herb gminy.                           |

### Powiat raciborski
| Gmina                            | Wzór | Opis |
| -------------------------------- | ---- | --- |
| Gmina Kornowac                   |      | Flaga gminy została ustanowiona uchwałą nr XXVII/122/2000 z 11 listopada 2000. Jest to prostokątny płat tkaniny o proporcjach 5:8, podzielony na trzy pionowe pasy: niebieski, biały i zielony. W jego centralnej części umieszczono herb gminy. |
| Miasto i gmina Kuźnia Raciborska |      | Flaga gminy została ustanowiona w kwietniu 1998. Jest to prostokątny płat tkaniny o proporcjach 5:8, podzielony na trzy pionowe pasy: dwa niebieskie i żółty. W jego centralnej części umieszczono herb gminy. |
| Gmina Pietrowice Wielkie         |      | Flaga gminy została ustanowiona 10 listopada 1999. Jest to prostokątny płat tkaniny o proporcjach 5:8 koloru niebieskiego, w którego centralnej części umieszczono godło z herbu gminy. |
| Miasto Racibórz                  |      | Flaga miasta została ustanowiona uchwałą nr XXXV/488/2013 z 18 grudnia 2013. Jest to prostokątny płat tkaniny koloru czerwonego o proporcjach 5:8 z godłem herbu Raciborza wysokości 8/10 wysokości płata, umieszczonym w części czołowej płata w taki sposób, że oś symetrii godła pokrywa się z linią przecinającą płat w 1/3 odległości od drzewca. |

### Miasto Ruda Śląska
| Wzór | Opis |
| ---- | --- |
|      | Flaga miasta to prostokątny płat tkaniny, podzielony w lewo skos. Kolor złoty znajduje się w górnej części, natomiast błękitny w dolnej części flagi. Może zawierać herb miasta umieszczony pośrodku flagi. |

### Miasto Rybnik
| Wzór | Opis |
| ---- | --- |
|      | Flaga miasta została ustanowiona uchwałą nr 504/XXII/2000 z 20 listopada 2000. Jest to prostokątny płat tkaniny o proporcjach 5:8, podzielony na trzy poziome pasy, od góry: błękitny (1/4 szerokości), biały (2/4 szerokości), błękitny (1/4 szerokości). W jego centralnej części umieszczono herb miasta. |

### Powiat rybnicki
| Gmina            | Wzór | Opis |
| ---------------- | ---- | --- |
| Gmina Świerklany |      | Flaga gminy została ustanowiona uchwałą nr XXIII/174/96 z 3 września 1996. Jest to prostokątny płat tkaniny o proporcjach 7:16, podzielony na trzy równe poziome pasy: dwa niebieskie i żółty. W jego centralnej części umieszczono herb gminy. |

### Miasto Siemianowice Śląskie
| Wzór | Opis |
| ---- | --- |
|      | Flaga miasta to prostokątny płat tkaniny podzielony na trzy pasy: zielony (u góry), złoty (pośrodku) i błękitny (na dole). Może zawierać herb miasta. |

### Miasto Sosnowiec
| Wzór | Opis |
| ---- | --- |
|      | Flaga miasta została ustanowiona 6 marca 1997. Jest to prostokątny biały płat o proporcji 5:8, pośrodku umieszczony jest element niebieski symbolizujący ujście Brynicy do Czarnej Przemszy (Trójkąt Trzech Cesarzy), element ten występuje również w herbie. |

### Miasto Świętochłowice
| Wzór | Opis |
| ---- | --- |
|      | Flaga miasta została ustanowiona 30 sierpnia 1995. Jest to prostokątny płat tkaniny, podzielony na cztery równe części o kolorach od góry: żółty, błękitny, żółty, czerwony. W jego centralnej części może znajdować się herb miasta. |

### Powiat tarnogórski
| Gmina                  | Wzór | Opis |
| ---------------------- | ---- | --- |
| Miasto Radzionków      |      | Flaga miasta została ustanowiona uchwałą nr XLIV/387/2009 z 15 października 2009. Jest to prostokątny płat tkaniny o proporcjach 5:8, złożony z czterech pasów barwnych ułożonych poziomo. Trzy górne pasy: srebrny, czerwony i żółty zajmują po 1/6 wysokości flagi, natomiast pas dolny, błękitny, połowę jej wysokości. |
| Gmina Ożarowice        |      | Flaga gminy została ustanowiona uchwałą nr XXIX/243/2002 z 19 września 2002. Jest to prostokątny płat tkaniny o proporcjach 5:8, podzielony na dwa poziome pasy: niebieski i zielony. W jego centralnej części umieszczono herb gminy.                                                                                     |
| Miasto Tarnowskie Góry |      | Flaga miasta została ustanowiona uchwałą nr XXV/308/2012 z 20 czerwca 2012. Jest to prostokątny płat tkaniny podzielony na trzy poziome równoległe pasy tej samej wielkości. Górny jest koloru białego (srebrnego), środkowy koloru czarnego, a dolny jest żółty (złoty). Barwy te nawiązują do herbu Tarnowskich Gór.     |
| Gmina Tworóg           |      | Flaga gminy została ustanowiona uchwałą nr XXXI/282/2013 z 27 maja 2013. Jest to prostokątny płat tkaniny o proporcjach 5:8, podzielony na trzy poziome pasy: zielony, żółty i niebieski w stosunku 3:1:1. W jego centralnej części umieszczono godło z herbu gminy.                                                       |
| Gmina Zbrosławice      |      | Flaga gminy została ustanowiona uchwałą nr XLI/519/14 z 24 września 2014. Jest to prostokątny płat tkaniny o proporcjach 5:8, podzielony na dwa poziome pasy: żółty i zielony w stosunku 4:1. Po jego lewej stronie umieszczono godło z herbu gminy.                                                                       |

### Miasto Tychy
| Wzór | Opis |
| ---- | --- |
|      | Tychy nie mają oficjalnie ustanowionej flagi. Na ulicach miasta podczas różnych uroczystości pojawiają się jednak flagi w formie prostokątnego płata tkaniny koloru białego, z herbem miasta w jego centralnej części. |

### Powiat wodzisławski
| Gmina                   | Wzór | Opis |
| ----------------------- | ---- | --- |
| Gmina Godów             |      | Flaga gminy została ustanowiona uchwałą nr XIV/115/2000 z 15 czerwca 2000. Jest to prostokątny płat tkaniny o proporcjach 5:8, podzielony na pięć pasów w kolorach (naprzemiennie) niebieskim i białym. W jego centralnej części umieszczono herb gminy.                                        |
| Gmina Lubomia           |      | Flaga gminy, autorstwa Kamila Wójcikowskiego i Roberta Fidury, została ustanowiona uchwałą nr VIII/45/2019 z 3 kwietnia 2019. Jest to prostokątny płat tkaniny o proporcjach 5:8 koloru błękitnego, który zawiera godło z herbu gminy.                                                          |
| Gmina Marklowice        |      | Flaga gminy to prostokątny płat tkaniny podzielony na trzy (wcześniej dwa) poziome części w kolorach: złotym i błękitnym. W jego centralnej części umieszczono herb gminy |
| Gmina Mszana            |      | Flaga gminy została ustanowiona uchwałą nr XX/38/2000 z 11 września 2000. Jest to prostokątny płat tkaniny składający się z trzech poziomych pasów w kolorach niebieskim i białym. W jego centralnej części umieszczono herb gminy.                                                             |
| Miasto Pszów            |      | Flaga miasta to prostokątny płat tkaniny, podzielony na dwa równe poziome pasy w kolorach: żółtym i niebieskim. W jego centralnej części umieszczono herb miasta. |
| Miasto Rydułtowy        |      | Flaga gminy została ustanowiona uchwałą nr XXXIX/243/98 z 27 kwietnia 1998. Jest to prostokątny płat tkaniny w kolorze niebieskim, o proporcjach 2:3. W jego centralnej części umieszczono herb miasta.                                                                                         |
| Miasto Wodzisław Śląski |      | Flaga miasta to prostokątny płat tkaniny o proporcjach 5:8, dzielony w słup: na prawym – błękitnym płacie, pośrodku, pół orła złotego z czerwonym dziobem i czerwonymi szponami, na lewym – czerwonym płacie, pośrodku, złota róża heraldyczna z zielonymi listkami, pochodzące z herbu miasta. |

### Miasto Zabrze
| Wzór | Opis |
| ---- | --- |
|      | Flaga miasta została ustanowiona przed 1995. Jest to prostokątny płat tkaniny o proporcjach 5:8, dzielony na trzy równe, poziome (równoległe) pasy. Pas górny jest koloru czerwonego, pas środkowy jest koloru błękitnego, a pas dolny jest złoty (żółty). |

### Powiat zawierciański
| Gmina                       | Wzór | Opis |
| --------------------------- | ---- | --- |
| Miasto i gmina Ogrodzieniec |      | Flaga gminy, autorstwa Włodzimierza Chorązkiego, została ustanowiona uchwałą nr XXXII/313/2021 z 9 lutego 2021. Jest to prostokątny płat tkaniny o proporcjach 5:8, dzielony w słup na dwie równe części: białą i czarną. Z jego lewej strony umieszczono herb gminy. |
| Miasto Poręba               |      | Flaga miasta, autorstwa Kamila Wójcikowskiego i Roberta Fidury, została ustanowiona uchwałą nr X/79/25 z 24 lutego 2025. Jest to prostokątny płat tkaniny o proporcjach 5:8 koloru czerwonego, w którego centralnej części umieszczono godło z herbu miasta.          |
| Miasto i gmina Włodowice    |      | Flaga gminy została ustanowiona uchwałą nr 114/XVI/2000 z 30 sierpnia 2000. Jest to prostokątny płat tkaniny o proporcjach 5:8, podzielony na trzy pionowe pasy: błękitny, biały i czerwony w stosunku 1:3:1. W jego centralnej części umieszczono herb gminy.        |

### Miasto Żory
| Wzór | Opis |
| ---- | --- |
|      | Flaga miasta została ustanowiona uchwałą nr 486/XLII/05 z 22 grudnia 2005, jej wcześniejsza wersja (zakwestionowana przez Komisję Heraldyczną) uchwałą nr 371/XXIX z 29 kwietnia 1993. Jest to prostokątny płat tkaniny o proporcjach 5:8, podzielony na cztery poziome, równoległe pasy, kolejno od góry: koloru niebieskiego o szerokości 2/6, białego o szerokości 1/6 szerokości, czerwonego o szerokości 1/6 oraz na dole - żółtego o szerokości 2/6. Symbolizują one przynależność miasta do Polski i Górnego Śląska. |

### Powiat żywiecki
| Gmina                 | Wzór | Opis |
| --------------------- | ---- | --- |
| Gmina Jeleśnia        |      | Flaga gminy to prostokątny płat tkaniny, podzielony w trójkąt na trzy części: żółtą, białą i zieloną. Z lewej strony płata umieszczono herb gminy. |
| Gmina Lipowa          |      | Flaga gminy została ustanowiona uchwałą nr XXX/219/09 z 3 listopada 2009. Jest to prostokątny płat tkaniny o proporcjach 5:8, podzielony na trzy pionowe pasy: dwa błękitne i biały w stosunku 1:2:1. W jego centralnej części umieszczono herb gminy.                                                                             |
| Gmina Łękawica        |      | Flaga gminy została ustanowiona uchwałą nr XVII/97/2004 z 3 maja 2004. Jest to prostokątny płat tkaniny o proporcjach 5:8, z 1/4 koła w lewym górnym rogu płata, z trzema barwami wychodzącymi z niego promieniście: zieloną (do 6/8 długości flagi), żółtą (2/8 długości i 2/5 szerokości płata) oraz błękitną (pozostała część). |
| Gmina Węgierska Górka |      | Flaga gminy, autorstwa Kamila Wójcikowskiego i Roberta Fidury, została ustanowiona uchwałą nr XXX/291/2014 z 30 czerwca 2014. Jest to prostokątny płat tkaniny o proporcjach 5:8, podzielony na dwa pionowe pasy: biały i czerwony w stosunku 1:2. W jego lewej części umieszczono herb gminy.                                     |